# Talaat Moustafa Group
Die Talaat Mostafa Group Holding Co S.A.E. (abgekürzt TMG; arabisch مجموعة طلعت مصطفى القابضة ش.م.م, DMG Maǧmūʿat Ṭalʿat Muṣṭafā al-qābiḍa š.m.m) ist eines der größten Konglomerate in Ägypten und wurde vom verstorbenen Talaat Moustafa gegründet und wird von seinem Sohn Hischam Talaat Moustafa geleitet. Die Gruppe ist bekannt für die Entwicklung integrierter Gemeinschaften, einschließlich gemischt genutzter Immobilien- und Gastgewerbeprojekte in ganz Ägypten.
Die Familie Talaat Moustafa, zu der auch die Tochter von Talaat Moustafa, Sahar Talaat Mostafa, gehört, besitzt 51 % der Gesamtaktien der Gruppe; der Rest gehört ägyptischen und arabischen Investoren. Die aus 23 Unternehmen bestehende Gruppe wird bei der aktuellen Marktkapitalisierung auf 26,7 Milliarden Ägyptische Pfund geschätzt und beschäftigt mehr als 12.000 Mitarbeiter sowie 60.000 zusätzliche Arbeiter an ihren verschiedenen Projektstandorten. Im November 2007 wurden die Aktien des Unternehmens veröffentlicht. Die Bauabteilung wird von Moustafas ältestem Sohn, Tarek Talaat Moustafa geleitet, der auch der ehemalige Vorsitzende des Wohnungsausschusses des ägyptischen Unterparlaments war. Der Agrarzweig und die Marke Lamar Egypt werden von seinem zweitältesten Sohn Hany Talaat Moustafa geleitet. Die Immobilienbranche wird von seinem jüngsten Sohn und ehemaligen Mitglied des ägyptischen Shura-Rates, Hischam Talaat Moustafa geleitet.
TMG ist Mitglied im EGX 30 Index an der Egyptian Exchange.
Im Jahr 2024 wurde das Unternehmen auf Platz 6 der Forbes-Liste der 50 wertvollsten Unternehmen in Ägypten geführt.

## Projekte

### Städte und Gemeinden
TMG steht hinter einigen der größten Gemeindeentwicklungen Ägyptens, darunter die Städte Madinati, ar-Rehab, Celia in Neu-Kairo und das kürzlich gestartete Nur. Weitere Entwicklungen sind in asch-Schuruq, ar-Rabwa in Madinat asch-Schaich Zayid, Virginia Beach an der Nordküste von Alexandria und ar-Radwa al-Chadraa in Agami. Insgesamt verfügt TMG über eine Bevölkerung von über 1 Million Einwohnern in seinen Projekten; das ist die weltweit höchste für einen privaten Entwickler.

### Hotels und Resorts
Zu den Bemühungen der TMG gehören das Four Seasons Nile Plaza in Kairo, das Four Seasons Sharm El Sheikh in Scharm asch-Schaich, das Four Seasons San Stefano in Alexandria und das Kempinski Nile Hotel ebenfalls in Kairo. Das Four Seasons Nile Plaza gilt weithin als das beste und sicherste Hotel in Kairo und bietet Staatsoberhäuptern und hochrangigen Regierungsbeamten Sicherheit und Unterkünfte auf Präsidentenniveau. Nach einer Ankündigung im Jahr 2017 für die Erweiterung des Four Seasons Sharm El Sheikh wird das Hotel nach seiner Fertigstellung das größte Four-Seasons-Hotels-and-Resorts-Resort der Welt sein. Im Jahr 2016 kündigte die TMG Pläne zum Bau eines Four Seasons-Hotels in Madinati in Neu-Kairo an, das Teil einer 3.200 Hektar großen Entwicklung und Erweiterung in Neu-Kairo ist. Pläne zum Bau eines Four Seasons-Hotels in Luxor wurden 2008 gemacht, aber im Zuge der ägyptischen Revolution verworfen. Im Jahr 2020 kündigte die TMG Pläne an, das Projekt in Luxor fortzusetzen und eine Finanzierung von 1,5 Milliarden Ägyptische Pfund bereitzustellen, um ein Four Seasons-Hotel mit 200 Zimmern in der historischen Stadt fertigzustellen.

## Auswirkungen der Corona-Pandemie auf das Unternehmen
Im Jahr 2020 breitete sich die Corona-Pandemie weltweit aus, und der Immobilieninvestmentsektor war stark betroffen. Die TMG verzeichnete im ersten Halbjahr einen Umsatzrückgang von 61,9 %. Die Hotellerie im Konzern gilt als die am stärksten von der Corona-Pandemie betroffene Branche.
Trotzdem verzeichnete das Unternehmen im dritten Quartal 2020 einen Anstieg der Einnahmen auf 10,4 Milliarden Ägyptischen Pfund, und die konsolidierten Ergebnisse zeigten einen Anstieg des Nettogewinns auf 1,5 Milliarden Ägyptische Pfund. Als Vergleich: Im Jahr 2019 verzeichnete das Unternehmen einen Nettogewinn von 1,3 Milliarden Ägyptische Pfund im 2019.